# Paraphrasing
Das paraphrasing bzw. Umschreibung bezeichnet ein kognitives Verfahren in den empirischen Sozialwissenschaften wie zum Beispiel der Pädagogik.

## Zweck
Mit dem Paraphrasing soll im Rahmen der Entwicklung eines Instrumentes wie z. B. eines Fragebogens bereits in der Phase eines pretests herausgefunden werden, ob es Schwierigkeiten beim Verständnis des Items durch den Probanden gibt. Dieses wird erzielt durch die Aufforderung an die Versuchsperson, die soeben gestellte pretest-Frage mit eigenen Worten wiederzugeben. Andere Techniken zur Überprüfung von Fragebogen sind frame of reference probing (hier wird dem Befragtem die Antwort wiedergegeben und er möge berichten, wie er dazu kommt), think aloud interviews (hierbei sollen die Probanden ihre Gedanken während der Beantwortung laut wiedergeben) und das interaction coding (die Interviews werden aufgezeichnet und später ausgewertet).

## Beispiele
Diese Technik zum Prüfen von Fragen mag an folgendem Beispiel erläutert werden: Testitem 1: „Glauben Sie, dass Ihre persönliche Gesundheit, so wie sie jetzt ist, in zehn Jahren noch genauso ist, wie das jetzt der Fall ist?“
- rekapitulierte Fassung von Proband 1: „Sind Sie der Meinung, dass sie Ihren aktuellen Gesundheitszustand noch bis zu einem Zeitpunkt zehn Jahre ab heute halten können?“
- rekapitulierte Fassung von Proband 2: „Finden Sie, dass die Leute kränker werden mit der Zeit?“
- rekapitulierte Fassung von Proband 3: „Meinen Sie, dass es möglich ist, über Jahrzehnte gesund zu bleiben oder wird man automatisch immer kränker?“

Augenscheinlich hat nur Proband 1 die Frage richtig aufgenommen. Es ist – wenn man von den 3 Paraphrasierungen wie oben verallgemeinern wollte – evtl. angebracht, dieses Testitem vor der eigentlichen Veröffentlichung des Testinstruments nochmals zu überdenken, so dass ein größerer Anteil befragter Personen im Sinne der Frage ihre persönliche Antwort geben kann.